# DINFIA IA 45
Die DINFIA IA 45 war ein leichtes zweimotoriges Transportflugzeug des argentinischen Herstellers DINFIA.

## Geschichte und Konstruktion
Die IA 45 war als freitragender Schulterdecker ausgelegt, der von zwei Lycoming O-320 Boxermotoren mit Schubpropellern angetrieben wurde und ein einziehbares Bugradfahrwerk hatte. Das Metallflugzeug besaß einen zum Heck hin ansteigenden Rumpf und ein doppeltes Seitenleitwerk. Der erste Prototyp startete am 23. September 1957 zu seinem Erstflug. Die Maschine bot Platz für einen Piloten und vier Passagiere. Der zweite Prototyp besaß stärkere Lycoming O-360 Boxermotoren und hatte Platz für 5 Passagiere.

## Varianten
- IA 45 – Prototyp, zwei Lycoming O-320 Boxermotoren, Erstflug 23. September 1957
- IA 45B – Verbesserte Version mit sechs Sitzen, zwei Lycoming O-360 Boxermotoren, Erstflug 15. November 1960

## Technische Daten
| Kenngröße             | Daten (IA 45B)                                                |
| --------------------- | ------------------------------------------------------------- |
| Besatzung             | 1                                                             |
| Passagiere            | 5                                                             |
| Länge                 | 8,92 m                                                        |
| Spannweite            | 13,75 m                                                       |
| Höhe                  | 2,79 m                                                        |
| Flügelfläche          | 19,3 m²                                                       |
| Leermasse             | 1170 kg                                                       |
| max. Startmasse       | 1800 kg                                                       |
| Reisegeschwindigkeit  | 245 km/h                                                      |
| Höchstgeschwindigkeit | 275 km/h                                                      |
| Dienstgipfelhöhe      | 7500 m                                                        |
| Reichweite            | 1100 km                                                       |
| Triebwerke            | 2 × Lycoming O-360 4-Zylinder-Boxer-Flugmotoren mit je 134 kW |